# Scott Nydam
Scott Nydam est un coureur cycliste américain (né le 9 avril 1977 à Denver, dans le Colorado), professionnel au sein de l'équipe BMC Racing entre 2007 et 2010.

## Biographie
Passé professionnel sur le tard chez BMC Racing en 2007, Scott Nydam y obtient notamment la 6e place du Tour de Géorgie dès sa première année. À la suite d'une chute au Tour of the Gila en avril 2009 et à un cinquième traumatisme crânien, il se voit déconseiller la pratique cycliste par ses médecins. 
Il décide de mettre un terme à sa carrière à l'issue de la saison 2010. Il devient performance advisor dans l'encadrement de l'équipe BMC Racing.

## Palmarès
Nydam ne compte aucune victoire individuelle chez les professionnels, même s'il a remporté le classement de la montagne du Tour de Californie 2008. 
- 2007
  - 2eb étape du Tour du Frioul-Vénétie julienne (contre-la-montre par équipes)
- 2008
  - 2e de la Nevada City Classic
  - 3e du Tour de Nez

### Classements mondiaux
| Année         | 2007 |
| ------------- | ---- |
| UCI Asia Tour | 245e |